# Xavier Bosch i Sancho
Xavier Bosch i Sancho, publiquement connu sous le nom Xavier Bosch (Barcelone, 21 juillet 1967) est un écrivain et journaliste Catalan.

## Biographie
Il a été le créateur, avec Antoni Bassas du programme humoristique Alguna pregunta més? à Catalunya Ràdio, pour lequel il a reçu un Prix Ondas. Spécialisée dans le journalisme sportif, il a travaillé à La Vanguardia, TV3, RAC 1 et fut directeur du journal Avui (2007-2008). En 2010, il a été l'un des initiateurs d'un nouveau quotidien en langue catalane, Ara. Quant à sa carrière de romancier, il a écrit une trilogie joué par le journaliste Dani Santana, et formée par Se sabrà tot, laquelle a reçu le Prix Sant Jordi du roman en 2009, Homes d'honor (2012) et Eufòria. Son dernier roman, Algú com tu (Quelqu'un comme tu) (2015), a gagné le Prix Ramon Llull 2015.